# Heterosoma bicarinata
Heterosoma bicarinata är en skalbaggsart som beskrevs av Leon Fairmaire 1894. Heterosoma bicarinata ingår i släktet Heterosoma och familjen Cetoniidae. Inga underarter finns listade i Catalogue of Life.